# Juventus Next Gen
Juventus FC Under-23, còn được gọi là Juventus U23 hay gọi ngắn gọn là Juventus B, là một đội bóng đá Ý hoạt động như đội dự bị của Juventus. Họ chơi trận trên sân nhà của họ tại Stadio Giuseppe Moccagatta tại Alessandria, một đô thị khoảng 100 km từ Turin, thành phố quê hương của câu lạc bộ bóng đá.
Được thành lập vào năm 2018, U23 Juventus thi đấu tại Serie C, cấp độ thứ ba của hệ thống giải bóng đá Ý. Đội chơi trong cùng một hệ thống giải đấu chuyên nghiệp như đội cao cấp của họ, chứ không phải là một giải đấu riêng dành cho các đội trẻ. Tuy nhiên, đội dự bị không thể chơi cùng một giải đấu với đội bóng cao cấp của họ, hiện khiến U23 Juventus không đủ điều kiện để thăng hạng Serie A.

## Lịch sử
Juventus Under-23 được thành lập vào ngày 3 tháng 8 năm 2018  sau khi giới thiệu lại các đội dự bị trong bóng đá Ý sau hơn sáu mươi năm và chính thức được nhận vào Serie C. Vào ngày 21 tháng 8, Luca Zanimacchia trở thành cầu thủ ghi bàn đầu tiên trong lịch sử đội bóng sau khi ghi bàn thắng duy nhất trong chiến thắng 1-0 trước Cuneo ở vòng 1 Coppa Italia Serie C.

## Đội bóng theo từng mùa giải
| Mùa  | Giải hạng | Tên giải | Vị trí  | Coppa Italia Serie C |
| ---- | --------- | -------- | ------- | -------------------- |
| 2018 | 3         | Serie C  | Ngày 12 | Vòng bảng            |

## Danh hiệu
- Campionato di Seconda Cargetoria

Vô địch (1): 1905
- Campionato De Martino

Vô địch (1): 1959 Từ1960

## Nhân sự

### Nhân viên kỹ thuật hiện tại
| Chức vụ                         | Cán bộ                             |
| ------------------------------- | ---------------------------------- |
| Huân luyện viên trưởng          | Mauro Zironelli                    |
| Trợ lí huấn luyện viên          | Stefano Sottoriva                  |
| HLV thủ môn                     | Cristiano Lupatelli                |
| Huấn luyện viên thể hình        | Daniele Palazzolo                  |
| Trợ lý huấn luyện viên thể hình | Samuel Callegaro                   |
| Bác sĩ                          | Marco Salvucci </br> Paolo Cavallo |
| Vật lý trị liệu                 | Alfonso Casano </br> Marco Casalis |
| Chuyên gia phục hồi chức năng   | Andrea Lanfranco                   |

Trang Bản mẫu:Refbegin/styles.css không có nội dung.